# B' Katīgoria 2011-2012
La B' Katīgoria 2011-2012 (in Β΄ κατηγορία 2011-2012 è stata la 57ª edizione della B' Katīgoria, seconda divisione del campionato cipriota di calcio; ha visto la vittoria finale dell'Agia Napa e la promozione anche di Doxa Katōkopias e AEP Paphos.

## Formula
Le 14 squadre partecipanti hanno disputato il campionato incontrandosi in due gironi di andata e ritorno, per un totale di 26 giornate. Erano previste tre retrocessioni. Al termine della stagione regolare era previsto un girone di play-off tra le prime quattro classificate che si incontrarono tra di loro in gare di andata e ritorno, conservando il punteggio acquisito durante la stagione regolare. Le prime tre sono state promosse in Divisione A.

## Squadre partecipanti
| Club                 | Città       | Stadio                           | Stagione 2010-2011       |
| -------------------- | ----------- | -------------------------------- | ------------------------ |
| Doxa Katōkopias      | Peristerona | Peristerona Stadium              | 13° in Divisione A       |
| Agia Napa            | Ayia Napa   | Stadio Comunale di Ayia Napa     | 3° in Terza Divisione    |
| AEP Paphos           | Pafo        | Pafiako Stadium                  | 12° in Divisione A       |
| PAEEK Kerynias       | Lakatamia   | Keryneia Epistrophi di Lakatamia | 7° in Seconda Divisione  |
| Onīsilos Sōtīra      | Sotira      | Koinotiko Sotiras                | 11° in Seconda Divisione |
| Othellos Athīainou   | Athīenou    | Stadio Othellos Athienou         | 5° in Seconda Divisione  |
| Akritas Chlōrakas    | Chlorakas   | Dimotiko Chlorakas               | 8° in Seconda Divisione  |
| Ethnikos Assia       | Nicosia     | Dimotiko Chlorakas               | 1° in Terza Divisione    |
| APEP Pitsilia        | Kyperounta  | Kyperounta Stadium               | 9° in Seconda Divisione  |
| Omonia Aradippou     | Aradhippou  | Aradippou Stadium                | 4° in Seconda Divisione  |
| Chalkanoras Idaliou  | Dali        | Chalkanoras Stadium              | 10° in Seconda Divisione |
| APOP Kinyras         | Peyia       | Stadio Municipale Peyia          | 14° in Divisione A       |
| EN Parekklisias      | Parekklisia | Parekklisias Stadium             | 2° in Terza Divisione    |
| Atromītos Geroskīpou | Geroskipou  | Stadio di Geroskipou             | 6° in Seconda Divisione  |

## Prima fase

### Classifica
|  | Pos. | Squadra              | Pt | G  | V  | N  | P  | GF | GS | DR  |
|  | ---- | -------------------- | -- | -- | -- | -- | -- | -- | -- | --- |
|  | 1    | Doxa Katōkopias      | 50 | 26 | 14 | 8  | 4  | 36 | 20 | +16 |
|  | 2    | Agia Napa            | 49 | 26 | 14 | 7  | 5  | 39 | 17 | +22 |
|  | 3    | AEP Paphos           | 49 | 26 | 15 | 4  | 7  | 40 | 23 | +17 |
|  | 4    | PAEEK Kerynias       | 36 | 26 | 9  | 9  | 8  | 24 | 28 | -4  |
|  | 5    | Onīsilos Sōtīra      | 34 | 26 | 9  | 7  | 10 | 23 | 26 | -3  |
|  | 6    | Othellos Athīainou   | 34 | 26 | 9  | 7  | 10 | 30 | 31 | -1  |
|  | 7    | Akritas Chlōrakas    | 34 | 26 | 9  | 7  | 10 | 37 | 40 | -3  |
|  | 8    | Ethnikos Assia       | 34 | 26 | 9  | 7  | 10 | 29 | 38 | -9  |
|  | 9    | APEP Pitsilia        | 33 | 26 | 9  | 6  | 11 | 26 | 38 | -12 |
|  | 10   | Omonia Aradippou     | 33 | 26 | 7  | 11 | 8  | 40 | 34 | +6  |
|  | 11   | Chalkanoras Idaliou  | 32 | 26 | 6  | 14 | 6  | 28 | 29 | -1  |
|  | 12   | APOP Kinyras         | 31 | 26 | 13 | 4  | 9  | 41 | 23 | +18 |
|  | 13   | EN Parekklisias      | 28 | 26 | 7  | 7  | 12 | 21 | 33 | -12 |
|  | 14   | Atromītos Geroskīpou | 4  | 26 | 1  | 4  | 21 | 10 | 44 | -34 |

L'APOP Kinyras ha cominciato il campionato con 6 punti di penalizzazione a causa della situazione economica. Nel corso del campionato ha subito una penalizzazione di ulteriori 3 punti (per decisione della FIFA), ritrovandosi a fine stagione a ridosso della zona retrocessione, pur avendo acquisito sul campo un punteggio col quale avrebbe disputato i play-off promozione. Il 2 aprile, a campionato concluso, ha subito un'ulteriore penalizzazione (sempre per decisione della FIFA), ritrovandosi retrocessa per un solo punto.

### Risultati
|                   | AyN  | AEP  | Akr  | APs  | APO  | Atr  | DoK  | EtA  | ENP  | OtA  | OmA  | OnS  | PAE  | ChI  |
| ----------------- | ---- | ---- | ---- | ---- | ---- | ---- | ---- | ---- | ---- | ---- | ---- | ---- | ---- | ---- |
| Ayia Napa         | –––– | 2-0  | 4-0  | 1-0  | 2-0  | 3-0  | 1-0  | 2-1  | 0-0  | 4-1  | 1-0  | 3-1  | 1-0  | 0-1  |
| AEP Paphos        | 3-1  | –––– | 3-1  | 3-0  | 1-0  | 4-1  | 0-1  | 2-0  | 1-2  | 2-0  | 2-1  | 1-1  | 0-0  | 2-1  |
| Akritas Chlorakas | 1-1  | 0-1  | –––– | 3-0  | 0-1  | 3-1  | 0-0  | 2-2  | 1-0  | 2-1  | 2-2  | 1-0  | 4-0  | 1-0  |
| APEP Pitsilia     | 1-5  | 1-0  | 1-1  | –––– | 2-1  | 2-0  | 2-3  | 0-1  | 2-1  | 1-0  | 3-2  | 0-0  | 0-1  | 3-0  |
| APOP Kinyras      | 1-2  | 0-1  | 3-1  | 6-0  | –––– | 3-0  | 0-0  | 2-3  | 3-0  | 4-1  | 2-1  | 0-1  | 0-0  | 0-2  |
| Atromitos         | 0-0  | 0-1  | 0-1  | 1-0  | 0-1  | –––– | 0-1  | 0-1  | 1-2  | 0-3  | 1-3  | 1-1  | 0-1  | 0-1  |
| Doxa Katakopia    | 1-1  | 2-1  | 3-1  | 1-1  | 1-2  | 1-0  | –––– | 4-0  | 2-0  | 1-0  | 1-1  | 2-0  | 2-1  | 1-0  |
| Ethnikos Assia    | 2-1  | 0-2  | 0-2  | 2-1  | 1-3  | 1-0  | 2-3  | –––– | 1-1  | 0-0  | 2-1  | 1-0  | 0-1  | 4-4  |
| EN Parekklisias   | 1-1  | 0-1  | 3-1  | 0-1  | 0-4  | 2-1  | 0-0  | 1-1  | –––– | 1-0  | 1-1  | 2-0  | 1-0  | 0-1  |
| Othellos          | 2-1  | 1-1  | 3-1  | 3-1  | 1-2  | 1-1  | 1-0  | 4-2  | 1-1  | –––– | 1-0  | 1-2  | 1-0  | 1-1  |
| Omonia Aradippou  | 0-2  | 4-2  | 3-3  | 1-1  | 1-1  | 0-0  | 2-2  | 0-0  | 3-0  | 2-0  | –––– | 3-1  | 6-3  | 1-0  |
| Onisillus Sotira  | 0-0  | 2-1  | 3-1  | 1-2  | 0-1  | 2-1  | 0-1  | 2-0  | 2-0  | 0-2  | 1-0  | –––– | 1-1  | 0-0  |
| PAEEK             | 1-0  | 0-3  | 3-2  | 1-1  | 1-0  | 3-0  | 1-0  | 0-0  | 2-1  | 0-0  | 1-1  | 1-2  | –––– | 1-1  |
| Chalkaronas       | 0-0  | 2-2  | 2-2  | 0-0  | 1-1  | 3-1  | 3-3  | 0-2  | 2-1  | 1-1  | 1-1  | 0-0  | 1-1  | –––– |

## Girone di Play-off

### Classifica
|  | Pos. | Squadra         | Pt | G  | V  | N | P  | GF | GS | DR  |
|  | ---- | --------------- | -- | -- | -- | - | -- | -- | -- | --- |
|  | 1    | Agia Napa       | 67 | 32 | 20 | 7 | 5  | 53 | 20 | +37 |
|  | 2    | Doxa Katōkopias | 62 | 32 | 18 | 8 | 6  | 47 | 26 | +21 |
|  | 3    | AEP Paphos      | 55 | 32 | 17 | 4 | 11 | 47 | 34 | +13 |
|  | 4    | PAEEK Kerynias  | 36 | 32 | 9  | 9 | 14 | 27 | 43 | -16 |

### Risultati
|                | DoK  | AyN  | AEP  | PAE  |
| -------------- | ---- | ---- | ---- | ---- |
| Doxa Katakopia | –––– | 0-1  | 1-0  | 6-2  |
| Ayia Napa      | 2-1  | –––– | 4-1  | 1-0  |
| AEP Paphos     | 1-2  | 1-3  | –––– | 1-0  |
| PAEEK          | 0-1  | 0-3  | 1-2  | –––– |

## Verdetti finali
- Ayia Napa, Doxa Katokopia e AEP Paphos promossi in Divisione A.
- Atromitos Geroskipou, Parekklisias e APOP Kinyras retrocesse in Terza Divisione.

## Classifica marcatori
| Gol |  |  | Giocatore         | Squadra          |
| --- |  |  | ----------------- | ---------------- |
| 13  |  |  | Andreas Kyprianou | Omonia Aradippou |
| 12  |  |  | Ângelo            | Nea Salamis      |
| 11  |  |  | Edward Mashinya   | Omonia Aradippou |
| 9   |  |  | Adul Baldé        | Doxa Katōkopias  |